# Восстание Штульского
Восстание Штульского, также Курахское восстание, — антисоветское восстание 1930 года в Южном Дагестане, спровоцированное антиисламской политикой и насильственной коллективизацией. Повстанческое движение возглавил Мухаммад-Хаджи Рамазанов, известный как шейх Штульский.
Восстание охватило ряд сёл в пяти районах Дагестана и имело некоторые успехи до начала наступления советских сил. Войска ОГПУ и иррегулярные красно-партизанские отряды в течение недели выбили повстанцев из населённых пунктов. Лидеры повстанцев, скрывшись в горах, требовали прекратить репрессивную и антирелигиозную политику и отказывались сдаваться, пока члены их семей не оказались в заложниках у спецслужб. После подавления восстания по уголовному делу были расстреляны более двухсот повстанцев, в том числе и шейх Штульский, более сотни отправлены в места заключения. Восстание Штульского наряду с Хновским восстанием было частью череды антисоветских выступлений в Дагестане.

## Предпосылки
В результате Гражданской войны на Северном Кавказе была установлена советская власть, после чего в регионе вспыхивали восстания, два из них возглавил шейх Нажмудин Гоцинский — в 1920—1921 годах в Дагестане и в 1924 году в Чечне. Все были подавлены советскими вооружёнными силами и спецслужбами. В первый период советские органы власти в Дагестане проводили либеральную по отношению к исламу политику — параллельно с советскими до 1927 года действовали шариатские суды, пятница была объявлена выходным днём, партийные мусульмане могли молиться, официально праздновались Ураза-Байрам и Курбан-Байрам. Однако со временем власти от всего этого отказались и начали антиисламскую политику, что вызвало противодействие со стороны религиозных авторитетов.
При правлении Сталина началась политика насильственной коллективизации. Это спровоцировало локальные восстания, в том числе и в Дагестане. В 1928—1929 годах в дагестанских районах, согласно советской статистике, проходили около сотни массовых вооружённых выступлений. Власти выявили 30 подпольных повстанческих организаций и 9 планирующихся терактов против партийцев и активистов, 60 организаторов подобных акций репрессировали. В конце 1929 года и в следующем году было репрессировано 490 повстанцев. Антисоветские восстания носили религиозный исламский характер.

## Восстание
Инициатором повстанческого движения выступил религиозный деятель Мухаммад-Хаджи Рамазанов, известный как шейх Штульский. Восстание Штульского являлось самым крупным антисоветским восстанием в Южном Дагестане. Оно началось 27 апреля 1930 года в районном центре — селе Курах — и перекинулось на Касумкент Касумкентского района, которое было взято 500 повстанцами 27 апреля, там они убили секретаря Касумкентского райкома партии и агента уголовного розыска. Через день повстанцы взяли Тинит, центр Табасаранского района. Повстанческое движение поддержали духовенство, «кулаки», большинство крестьян и часть партийных деятелей районов. Впоследствии партийные отделения в трёх восставших районах были официально распущены за участие в восстании. По советским данным, общая численность повстанцев составляла 1500 человек, вооружены были они огнестрельным оружием, был убит председатель колхоза и жена члена райисполкома. В этот же день восстанием были охвачены Филя и Гдым Ахтынского района, Хнов Рутульского района и Кумух Лакского района, а также сёла Верхний Ярак, Буткент, Магарамкент, Чинар, Айкадор. Курахский район почти полностью контролировался повстанцами, в частности, сёла Штул, Цилинг, Чираг, Хутхул, Кочхюр, Икра, Кабир. Руководили повстанцами представители духовенства — шейх Штульский, Хаджи-Зейнал и Уружбеков. Распускались слухи, что на помощь придут турецкие войска. В захваченных населённых пунктах повстанцы распускали колхозы и сельсоветы и назначали старшин.
Для подавление восстания был стянут 5-й полк Северо-Кавказской дивизии ОГПУ Дагестана, собраны краснопартизанские отряды числом в 100 человек, привлечён эшелон ОДОН из 230 солдат под командованием Фриновского. Из Харькова был направлен кавалерийский дивизион из 120 солдат.
ОПГУ начало контрнаступление: 29 апреля из Мамедкалы в сторону Маджалиса пошёл отряд ОГПУ в 90 сабель и 100 партизан, другой отряд из 150 солдат двинулся из Белиджи с бронедивизионом на Касумкент под командованием Зуськова. 30 апреля из Кумуха пошли 105 партизан под командованием Яшкина на Чираг, чтобы заблокировать проход повстанцам в Лакский район. 30 апреля после упорного боя отряд Зуськова захватил Касумкент, 2 или 3 мая отряд Яшкина взял Курах. Тем временем из Мамедкалы и Белиджи ОГПУ прибывало подкрепление. Отряд из Маджалиса 2 мая занял Хучни, на следующий день взял Тинит. 4 мая Штульский со своим отрядом в около 15 человек отступил в Кондик. Одновременно с этим повстанцы вели наступление, в этот же день они взяли Махмудкент, Саликент, Спик, Шахикент, однако удержать их не смогли, советская опергруппа вернула их в этот же день почти без боя. 6 мая советские силы заняли Целягюн, в результате боя они пленили 7 лидеров восстания и изъяли 55 единиц оружия.
По советским данным, Штульский скрывался в ущелье в верховьях реки Микрек-Боуг, покрытых густым лесом. Шейху было предложено сдаться и явиться с повинной. В ответ на это он 12 мая 1930 года отправил письмо начальнику Дагестанского отдела ОГПУ Керима Мамедбекова. В нём он обвинил советское руководство в неумелости, ставшей причиной массового возмущения населения из-за коллективизации, превратившегося в разорение хозяйств и гонения на религию. Шейх заявил, что руководил не восстанием, а всеобщим протестом, выполнив которое, он сразу отступил от районного центра, — и сообщил, что готов явиться, если Советы откажутся от антиисламской политики, коллективизации, вернут избирательные права и прекратят репрессии.
Советское руководство не приняло условий повстанцев. Верди Ичинского красные партизаны окружили 23 мая в селе Ича в его доме, однако он сумел скрыться. Ни один из руководителей движения не принял предложения о добровольной сдаче. В ответ их семьи и родственники были взяты в заложники, дома — опечатаны, а имущество — конфисковано. После этого Штульский и другие сдались.

После того, как в течение нескольких месяцев проводились допросы, состоялся судебный процесс, во время которого был оглашён полный список целей восстания:

- восстановление шариатских судов и школ с преподаванием для детей;
- введение системы брака по шариату, взамен ЗАГСа;
- ликвидация сельских советов и восстановление статуса старшин;
- возвращение отобранных мечетей и прекращение гонений на религию;
- освобождение служащих культов от налогов;
- восстановление в избирательных правах незаконно лишённых;
- снижение налогов и представление льгот налогоплательщикам;
- прекращение арестов невинных людей.

Штульский во время процесса заявил, что все эти требования планировалось предъявить властям в виде ультиматума — а в случае их непринятия планировалось скрываться в горах и оттуда «производить налёты на комячейки и сельсоветы». По его словам, поскольку «участники были плохо вооружены», он надеялся не на победу, а на то, что советская власть всё же пойдёт на уступки.

## Последствия
К наказанию были привлечены 316 участников движения, из них 212 расстреляли, 104 осудили на сроки от 3 до 10 лет. Штульского постановлением тройки 29 ноября 1930 года «за организацию вооруженного восстания с целью свержения советской власти» приговорили к расстрелу и конфискации имущества. Из числа расстрелянных известны также следующие: Иса Масумов, Абдул-Вагаб Магомедов, Новруз Айдемиров, Муталиб Загиров, Абдуразак Кафланов, Али-Верди Магомедов. Магомед-Шапи, сын шейха Штульского, был приговорён к 10 годам лишения свободы.
В Дагестане продолжали проходить антисоветские восстания. 18 мая 1930 года началось Хновское восстание. В 1931 году были зафиксированы более 10 крупных и мелких антиколхозных выступлений и в других районах республики.
В 1989 году сталинские массовые репрессии были официально осуждены властями и их жертвы подлежали юридической реабилитации. Некоторые исследователи предлагали включить в число реабилитированных и Штульского. Однако сделать это оказалось невозможно, так как расстрелянные лидеры повстанческих движений официально не считаются репрессированными.